# Eugène Simon
Eugène Louis Simon (30. dubna 1848 Paříž – 17. listopadu 1924 Paříž) byl francouzský přírodovědec, zabývající se hmyzem, pavouky ale i ptáky a rostlinami. Je zdaleka největším taxonomem pavouků v historii, popsal celkem více než 4000 druhů.

## Život
Eugène Simon se jako syn lékaře již v mládí zajímal o přírodní vědy, četl různá vědecká díla, mezi jinými Království zvířat G. Cuviera.
Byl průkopníkem systematiky pavouků a pavoukovců. Jeho rozmanitá taxonomická práce zahrnuje kromě kategorizace a pojmenování mnoha druhů pavouků i rozlišení a rozčlenění do několika rodů. Své první dílo publikoval v 16 letech. V roce 1874 vydal první svazek díla Les Arachnides de France („Pavoukovci Francie“), v letech 1874–1914 vytvořil celkem šest svazků, přesto nebylo úplné. Po jeho smrti jej dokončili Lucien Berland (1888–1962) a Jean-Louis Fage (1883–1964).
Celkem publikoval 319 článků o pavoucích. Věnoval se výzkumu ve Francii, Itálii (1864), Španělsku (1865–1868), Korsice, Sicílii a Maroku (1869), Tunisku a Alžírsku (1875). Cestoval i do Egypta, k Suezu a Adenu (1889–1890), na Filipíny (1890-1891), do jižní Afriky (1893), na Cejlon a jižní Indie (1892). V roce 1890 zveřejnil v Annales de la Société Entomologique de France dílo o pavoukovcích Jemenu Études sur les Arachnides du Yémen
Simon se od 26. prosince 1887 do 7. dubna 1888 věnoval práci ve Venezuele, kde shromáždil velkou sbírku biologického materiálu. Jeho výzkumy jej zde zavedly do oblastí u měst La Guaira, Maiquetía, Caracas, Colonia Tovar, Puerto Cabello, k masivu Ávila, do nynějšího národního parku San Esteban a na břehy jezera Valencia. Z cesty zveřejnil výsledky ve 36 dílech, z nichž se 27 týkalo entomologie. Kromě vlastnoručně sesbíraných exemplářů přivezl i materiál, který mu věnovali kolegové i místní amatérští sběratelé.
Celkem byl třikrát prezidentem Francouzské entomologické společnosti – v letech 1875, 1887 a 1901. V roce 1908 byl zvolen čestným prezidentem. V roce 1882 byl předsedou Société zoologique de France a v roce 1909 se stal korespondujícím členem Francouzské akademie věd.

## Dílo
Nejvýznamnější prací Eugène Simona je Histoire Naturelle des Araignées, encyklopedické dílo o rodech pavouků světa. Bylo vydáno ve dvou svazcích s více než 1000 stranami v každém a s přibližně stejným počtem autorových kreseb. Simon pracoval v Národním přírodovědném muzeu v Paříži, práce na tomto díle mu zabrala 11 let (1892-1903). Mezitím pracoval i na vytváření taxonomického schématu, popisujícím v té době známé druhy. Popsal celkově 4650 druhů, v roce 2013 bylo 3790 z nich stále platných. Mezinárodní arachnologická společnost na jeho počest uděluje za celoživotní dílo v oboru „Simonovu cenu“.
Zabýval se také ptáky, zejména čeledí kolibříkovití. Popsal různé druhy a vytvořil rody Anopetia, Stephanoxis, Haplophaedia a Taphrolesbia. Jeho klíčová práce v tomto oboru je Histoire Naturelle des Trochilidae, vydaná v roce 1921.
Simonovy příspěvky v botanice tvoří relativně malou část jeho díla.
- Eugène Louis Simon: 1864. Histoire naturelle des araignées, Librairie encyclopèdique de Roret, Paris
- Eugène Louis Simon: 1872. Arachnides de Syrie, rapportés par M. Charles Piochard de la Brûlerie. Annales de la Société Entomologique de France, Séries 5, 11: 245–264.
- Eugène Louis Simon: 1875. Les Arachnides de France Librarie Encyclopédique de Roter,
- Eugène Louis Simon: 1877. X. Arachnides nouveaux ou peu connus. Annales de la Société Entomologique de France (1) 6: 225–242.
- Eugène Louis Simon: 1879a. Essai d'une classification des Galéodes, remarques synonymiques et description d'espèces nouvelles ou mal connues. Annales de la Société Entomologique de France, Séries 5, Tome 9: 93–154, Plate 3.
- Eugène Louis Simon: 1879b. Arachnides de France (VII volume, analyse). Annales de la Société Entomologique de France (5) 9: CLX–CLXI.
- Eugène Louis Simon: 1879c. Les Ordres des Chernetes, Scorpiones et Opiliones. In 'Les Arachnides de France'. Vol. 7: 1–332 (Librairie Encyclopédique de Roret: Paris.)
- Eugène Louis Simon: 1880. Description de deux nouveaux genres de l'ordre des Solifugae. Annales de la Société Entomologique de France, Séries 5, 10: 399–402.
- Eugène Louis Simon: 1882. Viaggio ad Assab nel mar Rosso, dei signori G. Doria ed O. Beccari con il R. Avviso "Esploratore" dal 16 Novembre 1879 al 26 Febbraio 1880. II. Étude sur les Arachnides du Yémen méridional. Annali del Museo Civico di Storia Naturale di Genova, 18: 207–260.
- Eugène Louis Simon: 1884. Arachnides recueillis par M. L'abbé A. David à Smyrne, à Beïrout et à Akbès en 1883. In: Études Arachnologiques. 15e Mémoire. Annales de la Société Entomologique de France (6)4: 181–196.
- Eugène Louis Simon: 1885. Certain histological and anatomical features of the nervous system of a large Indian spider, Poecilotheria. American Zoologist 9(1): 113–119.
- Eugène Louis Simon: 1885a. Matériaux pour servir à la faune arachnologiques de l'Asie méridionale. I. Arachnides recuellis à Wagra-Karoor près Gundacul, district de Bellary par M. M. Chaper. II. Arachnides recueillis à Ramnad, district de Madura par M. l'abbé Fabre. Bulletin de la Société Zoologique de France 10: 1–39.
- Eugène Louis Simon: 1885b. Etudes sur les Arachnides recueillis en Tunisie, en 1883 et 1884, par MM. A. Letourneux, M. Sédillot, et Valéry Mayet. Vol. 8: IV + 1–59 in Ministère de l' éducation nationale (France). 1885–1903. Exploration scientifique de Tunisie. Ten volumes.
- Eugène Louis Simon: 1885c. Matériaux pour servir à la faune des Arachnides de la Grèce. Annales de la Société Entomologique de France (6)4: 305–356.
- Eugène Louis Simon: 1885e. Matériaux pour servir à la faune arachnologique de l'Asie méridionale. I. Arachnides recueillis à Wagra-Karoor près Gundacul, district de Bellary par M. M. Chaper. II. Arachnides recueillis à Ramuad, district de Madura par M. l'abbé Fabre. Bull. Soc. zool. France, 10: 1–39.
- Eugène Louis Simon: 1888. Arachnides recueillis dans le sud de l'Afrique par le Dr. Hans Schinz. Annales de la Société Entomologique de France, 7: 369–384.
- Eugène Louis Simon: Notes sur quelques espèces de Trochilidès, In: Mémoires de la Société zoologique de France, Bd. 2, 1889, 226–231
- Eugène Louis Simon: 1890a. Études sur les Arachnides du Yémen. Annales de la Société Entomologique de France (6)10: 77–124.
- Eugène Louis Simon: 1890b. Étude sur les Arachnides recueillis par M. L. von Höhnel, officier de la marine autrichienne, pendant l'expédition de M. le comte S. Téléki dans l'Afrique orientale équatoriale, en 1887–1888. Annales de la Société Entomologique de France (6)10: 125–130.
- Eugène Louis Simon: 1891. Description de deux espèces nouvelles d'Arachnides rec. dans le Sahara par le Dr. R. Blanchard. Bulletin de la Société Zoologique de France, 14: 198,199.
- Eugène Louis Simon: 1892. Liste des arachnides recueillis en Syrie par M. Le Dr Théod. Barrois. In: Résultats scientifiques d'un voyage entrepris en Palestine & en Syrie par le Dr Th. Barrois. Revue Biologique du nord de la France 5(2): 3–7
- Eugène Louis Simon: 1895. Galeodes graecus C.L. Koch. Annales de la Société Entomologique de France (5)9: 96–100.
- Eugène Louis Simon: 1897. Arachnides recueillis par M. M. Maindron à Mascate, en octobre 1896. Bulletin du Muséum National d'Histoire Naturelle, Paris 3: 95–97.
- Eugène Louis Simon: Catalogue des espèces actuellement connues de la famille des Trochilides. Paris, L. Mulo, 1897. 416p. H.cloth
- Eugène Louis Simon: 1899a. Liste des Arachnides recueillis en Algérie par M. P. Lesne et description d'une espèce nouvelle. Bulletin du Muséum National d'Histoire Naturelle, Paris 5: 82–87. (82, 85, 86)
- Eugène Louis Simon: 1899b. Arachnides recueillis par M. C.-J. Dewitz en 1898, à Bir-Hooker (Wadi Natron), en Égypte. Bulletin de la Société Entomologique de France 68: 244–247.
- Eugène Louis Simon: 1905. Voyage de M. Maurice Maindron dans l'Inde méridionale (mai à novembre 1901). 7eme Mémoire. Arachnides (1re partie). Annales de la Société Entomologique de France 74: 160–180.
- Eugène Louis Simon: 1909a. Etude sur les arachnides recueillis au Maroc par M. Martinez de la Escalera en 1907. Memorias de la Real Sociedad Española de Historia Natural, 6 (1): 1–43.
- Eugène Louis Simon: 1909b. Voyage de M. Maurice de Rothschild en Ethiopie et dans l'Afrique orientale anglaise (1904–1906). Arachnides 1. Part. Annales de la Société Entomologique Belge, 53: 29–43.
- Eugène Louis Simon: Histoire naturelle des Trochilidae, 1921, L. Mulo (Paris)